# Fromentel
Fromentel est un lieu-dit notable du département de l'Orne et de la région Basse-Normandie, à cheval sur les communes de La Fresnaye-au-Sauvage et des Yveteaux.

## Situation
Ce lieu-dit du pays d'Houlme doit son importance au carrefour qu'il forme entre plusieurs routes nationales (aujourd'hui déclassées) et départementales :
- La RN 24, aujourd'hui RD 924[1] à la suite de la réforme de 1972, relie Verneuil-sur-Avre à Granville, et plus largement Paris à Granville de par la RN 12 entre Paris et Verneuil-sur-Avre. D'un point de vue local, la RD 924 relie Argentan et Flers, deux agglomérations importantes du département.
- La RN 809, aujourd'hui RD 909[1] à la suite de la réforme de 1972, relie La Lentillère (commune de Lalacelle, Orne), depuis l'intersection avec la RN 12, à Falaise, par Carrouges, Rânes et Putanges-Pont-Écrepin. À Falaise, elle débouche sur la RN 158 (prochainement A 88), vers Caen.
- La RD 19, de Fromentel à La Ferté-Macé.

Débouche également à Fromentel la RD 872, trafic local, vers Ménil-Gondouin.
Fromentel se trouve à (distances par la route) :
- 6,3 km de Putanges-Pont-Écrepin,
- 8,1 km de Briouze,
- 10,3 km de Rânes,
- 11,0 km d'Écouché,
- 17,2 km de La Ferté-Macé,
- 19,2 km d'Argentan,
- 22,7 km de Falaise,
- 24,9 km de Flers,
- 63,6 km de Caen.

## Transports
La ligne de Paris à Granville passe à proximité de Fromentel. Autrefois, le train s'arrêtait en gare des Yveteaux-Fromentel. De nos jours, la ligne est toujours en service, mais la gare est fermée depuis 1969 aux voyageurs et depuis 1971 aux marchandises.
Cependant Fromentel reste desservie par un service d'autocars SNCF TER Normandie entre Argentan et Flers, en parallèle avec le train.

## Histoire
- Bataille de Rânes-Fromentel durant l'été 1944 (voir La Bataille de Rânes-Fromentel sur www.ranes1944.org)